# Haplonerita simplex
Haplonerita simplex är en fjärilsart som beskrevs av Rothschild 1909. Haplonerita simplex ingår i släktet Haplonerita och familjen björnspinnare. Inga underarter finns listade i Catalogue of Life.